# Lodsworth
Lodsworth är en ort och civil parish i Storbritannien.   Den ligger i grevskapet West Sussex och riksdelen England, i den södra delen av landet, 70 km sydväst om huvudstaden London. Lodsworth ligger 76 meter över havet och antalet invånare är 690.
Terrängen runt Lodsworth är platt åt nordost, men åt sydväst är den kuperad. Runt Lodsworth är det ganska tätbefolkat, med 134 invånare per kvadratkilometer. Närmaste större samhälle är Chichester, 19,5 km söder om Lodsworth. Trakten runt Lodsworth består till största delen av jordbruksmark.